# Pagny-la-Ville
Pagny-la-Ville är en kommun i departementet Côte-d'Or i regionen Bourgogne-Franche-Comté i östra Frankrike. Kommunen ligger i kantonen Seurre som tillhör arrondissementet Beaune. År 2022 hade Pagny-la-Ville 413 invånare.

## Befolkningsutveckling
Antalet invånare i kommunen Pagny-la-Ville
Referens:INSEE